# 萨拉·贝斯贝斯
萨拉·贝斯贝斯（阿拉伯語：سارة بسباس，1989年2月5日—），突尼斯女子击剑运动员，2009年地中海运动会女子重剑个人银牌得主、2013年地中海运动会女子重剑个人银牌得主、2015年世界锦标赛女子重剑个人铜牌得主。妹妹阿扎同样是击剑运动员。